# Rina Frenkel
Rina Frenkel (ur. 17 września 1956 w Smoleńsku) – izraelska polityk, członek Knesetu.
W 2013 roku została posłem do 19. Knesetu z ramienia partii Jest Przyszłość. Obecnie zamieszkała w Naharijji, wdowa ma jedno dziecko. Mówi w języku angielskim, rosyjskim i niemieckim.